# Stain (песня Craig Xen)
Stain (альтернативная стилизация STAIN) — песня американского рэпера Craig Xen при участии Ski Mask The Slump God и Smokepurpp. Она была выпущена 7 сентября 2018 года в качестве ведущего сингла с мини-альбома Broken Kids Club.

## История
В конце 2016 года был распространён фрагмент песни Ski Mask the Slump God и Smokepurpp, которая первоначально называлась «Look At My Wrist». 31 августа 2017 года рэпер Rich2Litt выпустил песню под названием «Savage» в сотрудничестве с Ski Mask, в которой используется тот же инструментал, что и на Look At My Wrist. В 2018 году, в истории Instagram, Гордвин опубликовал фрагмент, где можно было услышать куплет Craig-а. Позже песня была переименована в STAIN. 7 сентября 2018 года песня стала доступна на всех площадках.

## Участники записи
Музыканты
- Craig Xen — вокал, текст
- Ski Mask the Slump God — вокал, текст
- Smokepurpp — вокал, текст

Производство
- DJ Patt — продюсирование
- Stain — продюсирование